# Nabitenga (Komsilga)
Pour les articles homonymes, voir Nabitenga.
Nabitenga est une localité située dans le département de Komsilga de la province du Kadiogo dans la région Centre au Burkina Faso. En 2006, cette localité comptait 308 habitants dont 50,3 % de femmes.

## Santé et éducation
Le centre de soins le plus proche de Nabitenga est le centre de santé et de promotion sociale (CSPS) de Komsilga tandis que le centre médical avec antenne chirurgicale (CMA) du secteur se trouve à Pissy, quartier de Ouagadougou.
Le village possède un centre d'alphabétisation.